# Brabance
 (avril 2019).

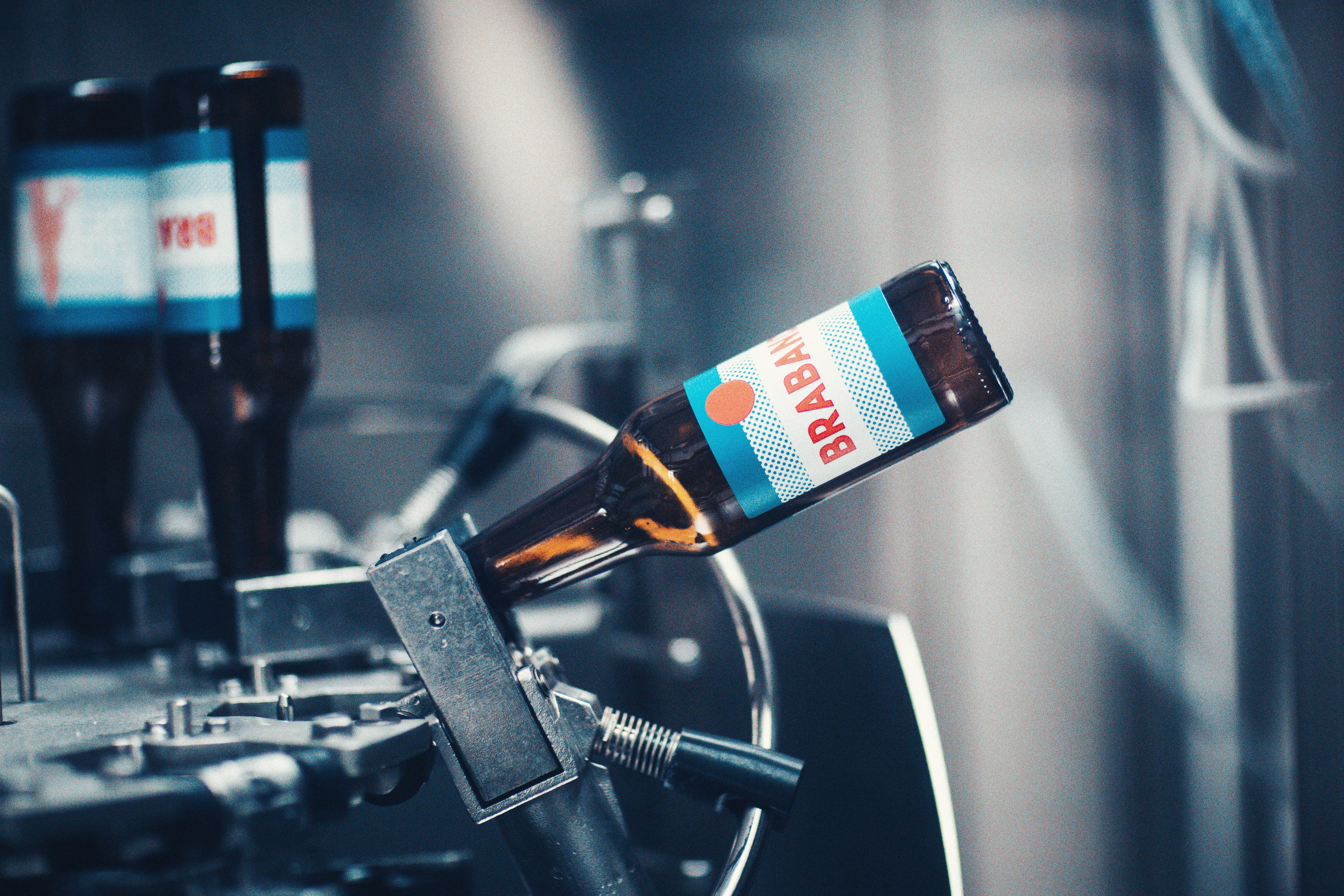
Embouteillage Brabance.

Brabance est une marque de bière belge basée à Bruxelles.

## Historique
Lancée en 2017, Brabance sort sa première bière en avril 2018, qui porte le même nom que la marque.
Cette première bière gagne la médaille d'or pour le meilleur design d'étiquette aux World Beer Awards seulement quelques mois plus tard.
Ensuite, après avoir sorti leur deuxième bière, intitulée Brüsseloise, une collaboration avec une brasserie allemande, ils décident d'ouvrir le premier bar éphémère brassicole en Belgique, pour une durée de deux semaines en décembre 2018, dans le quartier Flagey à Ixelles. Ce concept, qui a connu un vrai succès, est répété en février 2019.